# Teleaddicció

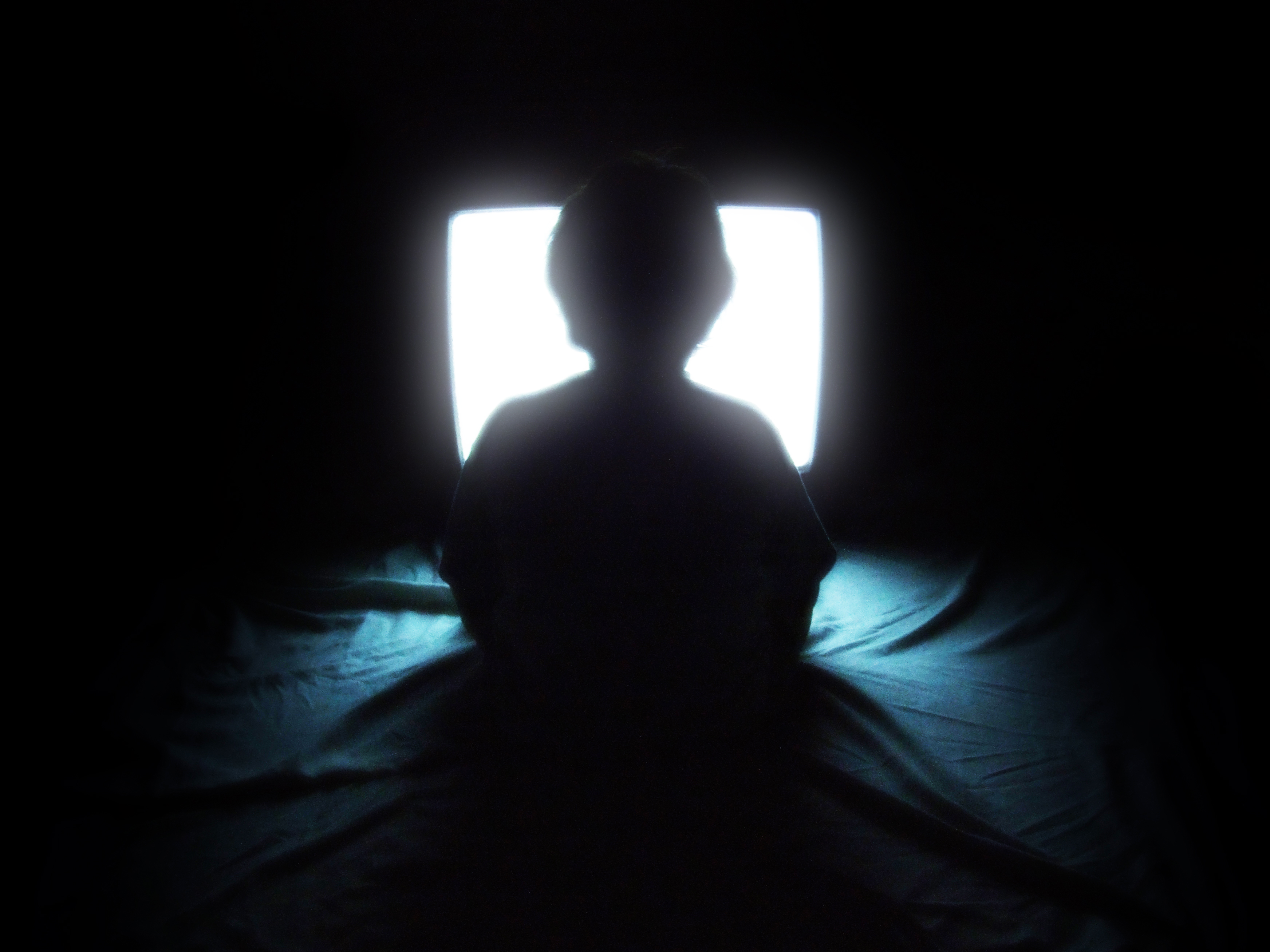
Nen mirant la tele

L'addicció a la televisió o teleaddicció, també coneguda pel seu terme anglès binge-watching, és l'addicció a mirar programes de televisió. Ha estat estudiada com a trastorn compulsiu del comportament, sovint d'evitació, que en alguns casos pot ser molt difícil de controlar. Es pot comparar amb altres addiccions a activitats, com a jugar a videojocs, que creen un estat mental alterat a la persona que el pateix. Es considera addicció quan el comportament perjudica a la persona, no es pot estar de fer-ho i ho necessita per a restablir certa tranquil·litat d'esperit, o pal·liar la síndrome d'abstinència. Tot i que s'ha estudiat com a addicció, cal aclarir que no consta oficialment com a trastorn mental al Manual Diagnòstic dels Trastorns Mentals.
Segons una enquesta duta a terme per Netflix, el 73% de les persones definides com a «binge-watching» miren entre 2 i 6 episodis seguits del mateix programa. El «binge-watching» és un fenomen cultural que ha esdevingut popular amb l'escalada dels serveis de flux de dades multimèdia com Netflix i Amazon Prime amb el qual l'espectador pot veure programes de televisió i pel·lícules a la carta.
La paraula «binge-watch» ja s'utilitzava a la dècada de 1990 pels cercles fandom televisius i es referia a veure diversos episodis d'una sèrie de televisió en DVD. L'ús de la paraula es va popularitzar amb l'arribada de la visualització sota demanda i del «streaming» online. El 2013, la paraula va esdevenir «mainstream» quan Netflix va començar a penjar de cop al seu servei tots els episodis d'una temporada d'una mateixa sèrie. El 61% dels participants de l'enquesta encarregada per Netflix contestaren que ells feien «binge-watch» amb regularitat.